# フィリピン諸島誌
『フィリピン諸島誌』(Sucesos de las Islas Filipinas）は、アントニオ・デ・モルガによって著され出版された書物であり、スペインによるフィリピン植民地化初期の歴史に関する最も重要な著作の一つと見なされている。モルガがメキシコへ異動となった後の1609年、メキシコ市においてヘロニモ・バリ書房（Casa de Geronymo Balli）より二巻本として刊行された。初の英語訳は1868年にロンドンで出版され、1907年にはブレアとロバートソンによる英語訳が刊行された。
本書はフィリピンの国民的英雄ホセ・リサールに大きな感銘を与えると同時に、激しい批判も受けた。リサールは本書に多数の誤った主張やヨーロッパ中心の偏見が見られると指摘し、注釈を付して新たな版を刊行することを決意した。彼はこの作業をロンドンで開始し、1890年にパリで完成させた。

## 本書の内容
アントニオ・デ・モルガ自身の個人的な体験に基づくとともに、ミゲル・ロペス・デ・レガスピのフィリピン遠征の生存者など、当時の出来事を直接目撃した人々の記録をもとにしている。書名 Sucesos de las Islas Filipinasは文字通り「フィリピン諸島における出来事」を意味し、本書の主たる目的は、著者自身が観察したスペイン植民地支配初期における出来事を記録することにある。また、当時のフィリピン人の風俗、伝統、慣習、宗教についても記述されている。

## 日本語訳
1. フィリピン諸島誌 〈神吉敬三：訳 / 箭内健次：訳・注〉 （1966年4月刊） ISBN 4000085077